# Варжинка
Варжинка (у 1924—2016 — Ленінка) — село в Україні, у Станіславчицькій сільській громаді Жмеринського району Вінницької області. До 2020 орган місцевого самоврядування — Телелинецька сільська рада.

## Історія виникнення
Хутір Ленінка був утворений 1924 року, коли кілька родин з села Телелинці відселились на нове необжите місце. На перших порах становище людей було дуже скрутним, оскільки всі мешкали у землянках.
19 травня 2016 року Верховна Рада підтримала перейменування села Ленінка на Варжинка. 3 червня 2016 року перейменування набуло чинності.

## Населення

### Мова
Розподіл населення за рідною мовою за даними перепису 2001 року:
| Мова       | Кількість | Відсоток |
| ---------- | --------- | -------- |
| українська | 34        | 100%     |